# Distretto di al-Marj
Il distretto di al-Marj (in arabo شعبية المرج‎?) è uno dei 22 distretti della Libia. Si trova nella regione storica della Cirenaica.
Barce confina a nord con il Mar Mediterraneo, i confini di terra sono con i seguenti distretti:
- al-Jabal al-Akhdar a est
- al-Wahat a sud
- Bengasi a ovest.